# André Lang
Pour les articles homonymes, voir Lang.
André Lang est un journaliste et dramaturge français né le 12 janvier 1893 à Paris et mort le 4 octobre 1986 à Paris.

## Biographie
Délaissant les études commerciales auxquelles le destinait son père, fondé de pouvoir de banque, il cherche à se faire un nom dans le monde littéraire et journalistique avec le soutien de sa cousine Jeanne Marais. Il entre en 1912 comme pigiste à Comœdia, le quotidien des spectacles, dont il devient rédacteur en chef dès 1924. Revenu de la Première Guerre mondiale blessé, cité et décoré, il épouse le 24 mars 1920 la petite-nièce du « Tigre », Lise Clemenceau, qui meurt peu de temps après des suites d’une césarienne.
Cependant le succès ne tarde pas à lui sourire : après la publication de son premier roman, Le Responsable, en 1921, théâtre, journaux (chroniques littéraires et cinématographiques dans Les Annales politiques et littéraires, L'Université des annales, Paris-Soir, Le Temps, Conferencia), maisons d’édition et metteurs en scène de cinéma (Raymond Bernard et Maurice Tourneur, par exemple) le sollicitent sans relâche. La fin des années 1930 voit son étoile pâlir : une pièce telle que La paix est pour demain, montée en 1937 à l’Odéon, ne suscite guère l’enthousiasme du public, tandis que la montée des périls fascistes et extrémistes assombrit de jour en jour la scène politique. D’ailleurs, l’orientation prise dès 1934 par le journal Gringoire, de son ami Horace de Carbuccia, dans lequel il tenait depuis 1930 la chronique des Sept jours Sept nuits, vers un antisémitisme militant et violent, éloigne André Lang non seulement de l’hebdomadaire, mais encore des Éditions de France dont il avait accepté, contraint par de graves problèmes financiers, d’être le directeur littéraire à la demande du même Carbuccia. La guerre survient alors avec son lot de souffrances : captivité et clandestinité, mais aussi de rares bonheurs, puisqu’il épouse en secondes noces une aristocrate hongroise déchue et romancière facile, Sári de Megyery.
À la Libération, André Lang renoue avec la littérature – après Le Voyage à Turin joué par Yvonne Printemps et Pierre Fresnay en 1956 au Théâtre de la Michodière, la faveur du public l’abandonne – et le journalisme, puisqu’il fut pendant près de vingt ans collaborateur à France-Soir et au Figaro.
N’ayant jamais cessé d’écrire, quoique beaucoup de ses manuscrits aient été systématiquement refusés à partir des années 1970 par les maisons d’éditions, André Lang consacra sa retraite d’une part à la rédaction de biographies qui l’amenaient à fréquenter assidûment la BNF, d’autre part à apporter une aide aux jeunes auteurs dramatiques par l’intermédiaire de l’association « Le Théâtre des Auteurs », enfin à la défense des idéaux mondialistes.
Attachant un soin méticuleux et jaloux à la conservation de sa correspondance et de ses papiers, André Lang en est venu, tout naturellement, à les verser, par dons successifs, au département des Manuscrits de la Bibliothèque nationale de France.

## Œuvres complètes
Enquêtes littéraires et journalisme
- Voyage en zigzag dans la République des Lettres, Paris, Renaissance du Livre, 1922.
- Déplacements et villégiatures littéraires et promenades au royaume des images, Paris, Renaissance du Livre, 1923.
- Tiers de siècle (hommes de Lettres, de Théâtre, de Cinéma), Paris, Plon, 1931.

Essais
- L’homme libre ce prisonnier, Paris, Les Éditions de Paris, 1946 (préface de Lecomte du Noüy). Avant de rendre les Français libres, il aurait peut-être fallu apprendre ce que c’était que la liberté et quel usage il convenait d’en faire. Plaidoyer pour les droits du citoyen et les devoirs de l’homme, réflexions sur le thème de l’éducation civique qui doit naturellement conduire à l’émancipation.

- Prix Montyon 1947 de l’Académie française
- Le Tableau Blanc (le cinéma d’information et d’enseignement), Pairs, Horizons de France, 1948.

Autobiographie
- Bagage à la consigne, récit, Gallimard, N.R.F., 1960. Prix Eve Delacroix.

Biographies
- Fernand Ledoux, Paris, Calmann-Lévy, 1954 (collection Masques et Visages).
- L’extraordinaire mariage de Germaine Necker, Paris, Œuvres Libres, 1956.
- Une vie d’orages, Germaine de Staël, Paris, Calmann-Lévy, 2e éd. 1958.
- Pierre Brisson, le journaliste, l’écrivain, l’homme, Paris, Calmann-Lévy, 1967. Critique théâtral et directeur du Figaro pendant trente années, auteur de deux ouvrages, l’un sur Molière, l’autre sur Racine. Nombreuses photographies et lettres inédites.

Romans
- Le Responsable, Paris, Albin Michel, 1921.
- Fausta, Paris, Albin Michel, 1922.
- Tarakanova, Paris, Gallimard, 1930 (avec la collaboration de René Lehmann).
- Mes deux femmes, Paris, Les Éditions de France, 1931.
- L'Affaire Plantin, Paris, Plon, 1936.
- Sleeping-Party, Paris, Les Éditions de France, 1938.
- Le Septième Ciel ou la Jardinière de minuit, Paris, Calmann-Lévy, 1958.

Théâtre
- 1911 : Chez moi, un acte au Théâtre Marigny, inédit.
- 1921 : Retour d’âge, un acte au Grand Guignol, inédit.
- 1923 : Le Plaisir d’être méchant, trois actes au Théâtre du Gymnase, inédit.
- 1924 : Le Pauvre Homme, trois actes au Théâtre des Arts, inédit.
- 1925 : Fantaisie amoureuse, trois actes au Théâtre du Vieux Colombier. Gallimard.
- 1926 : La Revue de l’Odéon avec Jean Bastia, inédit, et Diable avec Georges Auric, au Théâtre des Champs-Élysées, inédit.
- 1927 : Une charmante fille, inédit.
- 1928 : Le Veinard, inédit, et L'Herbe tendre, Galeries Saint-Hubert à Bruxelles. Gallimard.
- 1929 : Fragile. Illustration., Théâtre Fémina, 17 janvier 1929
- 1930 : Les Trois Henry, à la Comédie-Française. Illustration.
- 1937 : La paix est pour demain, au Théâtre de l'Odéon. Œuvres Libres.
- 1947 : L'Impure. Réalités.
- 1953 : Le Crime du roi, en collaboration avec Pierre Lafue.
- 1957 : Le Voyage à Turin, au Théâtre de la Michodière. Paris-Théâtre.
- 1962 : Le Sac. Deauville, inédit, présenté à FR 3 en 1977.

Pièces radiophoniques
- La Dame de Coppet
- Le Secret de la Belle des belles
- Le Professeur Melpomène

Cinéma
- 1929 : Volpone, adapté par Jules Romains et Stefan Zweig
- 1930 : Tarakanova de Raymond Bernard
- 1932 : Les Croix de bois de Raymond Bernard
- 1934 : Les Misérables de Raymond Bernard, adaptation du roman de Victor Hugo
- 1936 : Amok de Fedor Ozep, adaptation de la nouvelle de Stefan Zweig par Henri-René Lenormand
- 1936 : Anne-Marie de Raymond Bernard, adaptation du scénario original d'Antoine de Saint-Exupéry
- 1966 : Le Septième Ciel de Raymond Bernard